# Желязо-манганови конкреции
Желязо-манганови конкреции (ЖМК)
Окисните Fe-Mn образувания имат широко разпространение на океанското дъно. Те представляват комплексни по състав оксиди и хидроксиди на Fe и Mn. На повърхността на океанското дъно се срещат като конкреции (нодули) и кори. Други техни разновидности, които са разпространени като прослои, са металоносните тини – „разсоли“.
Най-представителни от този тип образувания са желязо – мангановите конкреции (ЖМК). ЖМК представляват минерални агрегати с концентрично-слоест строеж, образувани от железни хидроокиси и манганови минерали. ЖМК имат следните размери: от 2 – 3 до 10 – 12 cm, които обикновено лежат непосредствено на дъното или са покрити от финодисперсна тиня. Формите им варират от сфероидална, до дискоидална, срастъкова и плочеста. Заедно с конкрециите с макроскопски размери се срещат и многобройни микроконкреции d≤1 mm, както и често погребани в утайките слоеве с дебелина 0,5 – 1 m.
Съвременните оценки на пространственото разпределение на ЖМК в Световния океан се основават на анализа на критерии в глобален, регионален и локален план. Към глобалните критерии се отнасят т.нар. субпаралелни пояси, които отразяват климатичната зоналност на Земята. Към регионалните критерии се отнасят на първо място положението на абисалните котловини спрямо критичната граница на карбонатонатрупване – КГК. Следва да се отбележи, че натрупванията на ЖМК на дъното винаги се разполагат под КГК, която обикновено се фиксира до дълбочина 4300 – 5200 m. Към другите регионални критерии се отнасят скоростите на седиментонатрупване; състава и строежа на седиментната покривка и характера на източниците на рудно вещество. Локалните критерии, определящи продуктивността на конкреционосност, се контролират преди всичко от особеностите на релефа на дъното, размива на утайките и вулканичната активност на района, които определят рудните разсоли на площите на находищата. Най-новите проучвания показват, че огромните залежи на ЖМК се разполагат в пределите на Тихия океан като сумарното количество на ЖМК възлиза на 165 млрд. t. Значително по-скромни са запасите на ЖМК в Атлантическия и Индийския океани, които възлизат съответно на 43 млрд.t. и 9 млрд.t. Освен това в Тихия океан са съсредоточени и най-богатите по съдържание съпътстващи елементи, които се съдържат в ЖМК: Mn, Ni, Cu, Co. Световните запаси от метали на океанското дъно се оценяват на 350 млрд. t манган, 200 млрд. t желязо, 15 млрд. t никел, 8 млрд. t мед и др. Най-големите рудни полета на ЖМК са следните: Рудно поле Кларион–Клипертон. Рудното поле има формата на субпаралелна ивица с ширина 300 – 700 km и дължина 4000 km и е разположено между трансформните разломи Кларион и Клипертон. За него са характерни еоценски и олигоценски седименти и ЖМК с високи съдържания на Mn (30, 2%); Ni (1, 39 – 1, 58%); Cu (1, 22 – 1, 50%); умерени концентрации на Co (0, 15 – 0, 30%); обикновени за ЖМК съдържания на Pb (0,04 – 0, 10 %) и Zn (0,06 – 0, 23%). Конкреционното поле Кларион-Клипертон днес е най-изученият участък на дъното на Световния океан. Резултатите от неговото изучаване и проучване дават основание да бъдат обособени огромни площи на дъното на района, разпределени между няколко държави: Франция, Япония, Русия, Индия, Китай, Южна Корея и съвместната организация „Интерокеанметал“. През 2001 г. консорциумът „Интерокеанметал“ в състав България, Русия, Куба, Полша, Словакия и Чехия подписват контракт с Международния орган по дъното – МОД. Регулирането на дейностите в МОД на Световния океан се осъществява от ООН, щаб-квартирата на която се намира в Кингстън – Ямайка. МОД при ООН издава на „Интерокеанметал“ международен сертификат за изучаване и усвояване на нетрадиционен тип, комплексна минерална суровина – ЖМК, на площ от 75 000 km2 в Тихия океан, заключен между разломите Кларион–Клипертон. Конкреционните руди от района Кларион–Клипертон, под юрисдикцията на „Интерокеанметал“ се отличават с висока рентабилност. В тях се съдържат Mn (27 – 30 %); Ni (1,17 – 1, 39 %); Cu (1,0 – 1,29 %); Co (0,18 – 0,30%). Характерно за конкрециите е високото и устойчиво съдържание на Ni-Cu-Co ≥ 2,5 % и високата им плътност на разпространение – 10 – 20 kg/m2. На второ място по важност е конкреционното поле на Централната котловина на Тихия океан. Тук ЖМК са привързани към дъното на дълбочина 5000 – 6500 m. Основната рудна площ, с концентрация повече от 10 kg/m2, представлява ивица с ширина 110 км2 около Магелановия разлом. Най-големите концентрации на ЖМК (повече от 20 kg/m2) се разполагат на склоновете и върховете на хълмовете, привързани към големите разломи. На върховете на подводните вулкани се срещат кобалтоносни кори.
Кобалтоносните (до 1,8 % Co) Fe-Mn кори се образуват като налепи върху базалти, варовици и имат дебелина 8 – 12 cm до 24 cm. За разлика от ЖМК, които имат концентричен строеж – ядро (скален къс, глина, зъби от акула и др.), около което нарастват, кобалтоносните кори са обикновено еднослойни, двуслойни или трислойни като всеки слой има свой специфичен строеж. Съставът на корите е уникален – освен Co, Mn и Ni в тях присъстват Mo, Pt, La, Ce, Yt. Натрупванията на кори са локализирани на дълбочини от 500- 600 m до 3500 m, като най-продуктивните площи се намират на дълбочини 1400- 2500 m. Конкреционното поле на Перуанската котловина е в процес на проучване и детайлизация. В североизточната му част на площ от 400 000 km2 се разполага голямо находище на ЖМК. Съдържанието на рудни елементи е: Mn (27,6 -44,7%); Fe (2,0- 10,1 %); Ni (0,84- 1,59 %); Cu (0, 49- 0,9 %); Co (0,08- 0, 18 %). В Индийския океан е известно още конкреционното поле на Централно - Индийската котловина и рудното поле Диамантина, разположено в източната част на океана, между разломите Диамантина и Оби. Вторият тип, сулфидните образувания в Световния океан, са представени от разнообразни типове руди. Съобразно разработената класификация на базата на средните съдържания на Cu (2,6 %) и Zn (0,7 %) и на съотношението Cu – Fe, са отделени следните типове руди: 1 – медно- цинкови; 2 – цинково- пиритови; 3 – пиритови; 4 – медно- пиритови; 5 – медни руди. Някои от тях се отличават с аномално високи съдържания на Cu – средно до 30 %; Zn- до 20 % и повече; Au- максимално до 230 g/t; Ag- максимално до 10, 900 g/t. Най-голям интерес представляват медният тип руди: Cu- 39,9 %; Zn- 0,28 %; Au – 4, 88 г/т; Fe- 19, 45 %; S- 27,23 %, които изграждат рудното тяло „Логачев-1“, разположено в източния борд на Севроатлантическия хребет (14° 45’ N). Този регион е изучен най-подробно и е установено, че дълбоководните сулфидни руди се делят на две групи: едни залягат в осевите части на рифтовите долини, а други – по склоновете. Пространственото положение на рудопроявленията в структурния план на спрединговите центрове съвпада с неовулканските зони в осевите части на рифтовите долини на срединно-океанските хребети. Съгласно тази схема хидротермалните разтвори, наситени на рудни (Fe, Cu, Zn, Pb) и нерудни (SiO2) компоненти се формират за сметка на океанската вода, проникваща по пукнатини в частично изстиващата кора извън пределите на рифтовите долини на дълбочини на горните граници на магмените огнища, разположени под долините, подхранващи неовулканските зони. Загретите под въздействието на вулканските огнища води, придбили висока химическа активност, образуват възходящ хидротермален поток. Попътно, химически агресивните хидротерми се насищат като извличат полезни компоненти от вместващите скали. На участъците от дъното, където се изливат хидротерми, температурата на които може да дстига 350 °C, съдържащите се в тях метали влизат в реакция със сярата от морската вода, образувайки сулфиди, които се отделят от разтвора и образуват рудни натрупвания. Частиците от сулфидите, които не се утаяват, образуват около изходищата черни, тръбоподобни образувания, известни като „димящи комини“. Натрупванията на сулфиди на дъното представляват конусообразни съоръжения с диаметър в основата около 40- 50 m и височина – 5 до 30 m. Те се разполагат като верига по протежението на рифтовата долина. По минерален състав сулфидните постройки са представени от минералите: пирит, халкопирит, сфалерит, галенит и др. Агрегатите от рудни минерали имат масивна текстура. Общото съдържание на метали в рудната маса достига: Zn- 65 % (хр. Хуан де Фука); Cu- 30% (Срединно-океански хребет 11° N); Au- 7g/t (Калифорнийски залив); Pb- 0,4 %; Ag- 1,5 % (Източно- тихоокеанския хребет 22° N). Ресурсите от сулфидни руди, които имат средни размери, съставляват обикновено 1000 t. В някои рудоносни райони като Галапагоската зона на спрединг се наблюдава групиране на рудни тела, общите запаси на които възлизат на 25 млн.t.
През последните години са получени нови данни за океанското рудообразуване в условия извън зоните на спрединга за масивни и прожилково- впръснат тип сулфидни орудявания на подводните планини и някои разломни зони (трансформни разломи). Минералният състав на рудите от подводните планини значително се отличава от този на рудите в рифтовите зони, където съдържанието на Zn е значително по-ниско. Към потенциалните месторождения на масивни сулфидни руди още на сегашния етап могат да бъдат отнесени натрупванията на повърхността на дъното окисни и сулфидни полиметални руди. В по-далечна перспектива ще се разчита и на усвояването на рудни залежи от прожилково- впръснати сулфидни руди. Веществено – генетическите особености на изброените находища се определят от структурно- тектонските и фациални условия на тяхната локализация.
Металоносни утайки и рудоносни разсоли. Металоносните утайки, известни още като рудоносни тини, се отличават от обикновените пелагични тини главно по повишените концентрации на Mn и Fe. За металоносни се приемат утайките, чийто сумарни съдържания на тези елементи превишават 10 %. Съвременните металоносни утайки имат най-широко разпространение в Тихия океан и особено в неговата югозападна част, където те покриват площ от 10 млн. km2. Аналогични утайки заемат повече от 2 млн. km2 от дъното на Индийския океан, в района на тройното съчленяване на зоните на спрединговите хребети. Съвременните металоносни утайки обикновено покриват дъното и имат дебелина от няколко cm, до 2 – 3, по-рядко – 5 m. Външно това са тъмнооцветени, кафяви до черни, полигенни тини, съдържащи рентгеноморфни хидроокиси на желязото и мангана, които имат хидротермален произход. Към металоносните утайки се отнасят и т.н. рудни разсоли на Червено море, които запълват подводната планина „Атлантис“ и са икономически изгодни за добив.  